# San Giustino
San Giustino és un comune (municipi) de la província de Perusa, a la regió italiana d'Úmbria, situat uns 50 km al nord-oest de Perusa, al riu Tiber.
L'1 de gener de 2018 tenia 11.213 habitants.

## Geografia
Situada al nord d'Úmbria, a prop de la frontera amb la Toscana i les Marques, el municipi limita amb Borgo Pace, Citerna, Città di Castello, Mercatello sul Metauro i Sansepolcro. Conté les frazioni (llogarets) de Celalba, Cospaia, Selci-Lama i Uselle-Renzetti.

## Història
La frazione de Cospaia va ser una república independent fins al 1826.

## Ciutats agermanades
San Giustino està agermanat amb:
- Prudnik, Polònia